# 黃西田
黃日平（1948年12月27日—），藝名黃西田，為台灣男歌手、演員、主持人，以演唱台語著稱，現任番薯電視台節目總監。

## 生平
黃西田出生於高雄市阿蓮區，家中世代務農，父親黃振忠，母親鄭蓮招。黃西田在家中排行第六位，上有四個哥哥和大他三歲的姐姐黃月娥，下有一個弟弟。
1955年，八歲入高雄縣阿蓮國民學校就讀。1961年7月，阿蓮國民學校第16屆畢業，因家境不好，從此沒再繼續升學。1963年，16歲時跟著三哥學做木工。
1968年，台視閩南語連續劇《孤雛淚》第五集時兵單送到而入伍，由小龍代替角色。後黃西田和葉啟田的朋友被分配到金門康樂隊。1970年，從軍中退伍，與海山唱片簽約；同年間，常在台北圓環附近的國聲酒店駐唱，月收入新臺幣七、八千元，當時國民平均年所得新臺幣一萬七千多元。1972年，常駐高雄市藍寶石歌廳表演，後和康弘搭檔演出。
1983年，36歲時在藍寶石歌廳認識小他15歲剛出道的歌手陳靜子（後來的妻子）。
1981年，因看好錄影帶事業的發展，與康弘經營自製自拍錄影秀，卻不懂行銷，短短一年多時間賠掉年積蓄新臺幣上千萬元，還向地下錢莊借款，負債近新臺幣五千萬元，只好拚命接餐廳秀和工地秀還債。後來獲得影視大亨楊登魁、張榮華等人伸援手，甚至獲得楊登魁無息借款新臺幣七百萬元。他透露，欠下巨額債務時期一度想一走了之，還有朋友在美國幫他打點、要他快點逃到美國避鋒頭；但他反覆思索，仍留在台灣將債務還清，後來花了八年時間總算還清。
1988年6月，黃西田和陳靜子還沒結婚，但已經有了愛的結晶（後來生下，取名黃露瑤，現時是歌手演員和通告藝人）。1989年，第二個小孩黃耀慶出生。
2006年，憑《草地狀元》獲得金鐘獎「最佳社區綜藝主持人」獎項。2011年7月23日、24日，應台中廣播邀請於國立中興大學惠蓀堂舉辦入行50年首場演唱會，連續兩天的演唱會總共六千四百張門票全部銷售一空；後來移師台北再辦兩場，同樣爆滿。

## 音樂作品

### 歌曲
- 1964年：雷虎唱片田莊兄哥、流浪到台北
- 1966年：惠美唱片喜酒甜茶
- 1971年：海山唱片賣菜義仔、恨你恨到死
- 1973年：麗歌唱片姻緣路、十八姑娘
- 1983年：麗琴唱片養雞做生意
- 1987年：藍天唱片哈哈兩兄弟
- 1995年：吉馬唱片紅花青茶、烘爐茶古
- 1996年：豪記唱片夢妳的夢、放伴洗身軀
- 2002年：豪記唱片英雄

## 電視劇
| 年份   | 頻道             | 劇名                                     | 角色     |
| ------ | ---------------- | ---------------------------------------- | -------- |
| 1968年 | 台視             | 《孤雛淚》                               |          |
| 1971年 | 華視             | 《阿西阿西》                             |          |
| 1974年 | 台視             | 《小魚吃大魚》                           | 阿龍     |
| 1986年 | 台視             | 《楊麗花歌仔戲》新春特別節目《新西遊記》 | 紅孩兒   |
| 1993年 | 中視             | 《嫁妝一卡車》                           |          |
| 1994年 | 中視             | 《冬瓜家族》                             |          |
| 1996年 | 中視             | 《天公疼好人》                           | 蔡茂吉   |
| 1997年 | 中視             | 《大姐當家》                             | 朱哥昌   |
| 1995年 | 台視             | 《女人當家》                             | 周安慰   |
| 1998年 | 華視             | 單元劇《台灣靈異事件》之〈追命三太子〉   | 阿川     |
| 1999年 | 台視             | 《巧媳婦與憨婆家》                       | 蔡枝來   |
| 1999年 | 三立台灣台       | 《鳥來伯與十三姨》                       | 李英雄   |
| 2000年 | 台視             | 《台灣本色》                             | 劉大勇   |
| 2008年 | 三立台灣台       | 《幸福白馬里》                             | 李英雄   |
| 2011年 | 台視             | 《姊妹》                                 | 鄭孝仁   |
| 2012年 | 三立台灣台       | 《戲說台灣》〈天公點狀元〉               | 玉皇上帝 |
| 2015年 | 三立台灣台       | 《戲說台灣》〈天公點鴛鴦〉               | 玉皇上帝 |
| 2017年 | 公視             | 《夏風》                                 | 添財     |
| 2019年 | 華視             | 《鬥陣來鬧熱 》                          | 莊阿水   |
| 2019年 | 華視、三立都會台 | 《用九柑仔店》                           | 水昆     |
| 2023年 | 東森超視、華視   | 《阿叔》                                 | 盧天池   |
| 2024年 | 東森超視、華視   | 《阿榮與阿玉》                           | 陳世聰   |
| 2026年 | 民視、公視台語台 | 《阿松與阿暖》                           |          |

## 電影
| 年份       | 片名           | 角色                 | 導演 |
| ---------- | -------------- | -------------------- | ---- |
| 1964年11月 | 天下一大笑     | 客串駐唱歌手         |      |
| 1966年     | 流浪到台北     |                      |      |
| 1968年     | 三步珠淚       |                      |      |
| 1968年     | 血影劍         |                      |      |
| 1968年     | 無影劍         |                      |      |
| 1968年     | 風流董事長     |                      |      |
| 1976年     | 神環           |                      |      |
| 1977年     | 傻瓜大破美人關 |                      |      |
| 1980年     | 阿花           |                      |      |
| 1980年     | 嚇死鬼         |                      |      |
| 1981年     | 上行列車       | 餐車服務員           |      |
| 1982年     | 高四糊塗生     |                      |      |
| 1982年     | 鹽田區長老長壽 |                      |      |
| 1986年     | 滑稽新傳       |                      |      |
| 1986年     | 福德正神       |                      |      |
| 1990年     | 少爺當大兵     | 楊登魁               |      |
| 2008年     | 海角七號       | 恆春鎮鎮長           |      |
| 2011年     | 小溫馨         | 白自西(氏魯國小校董) |      |
| 2014年     | 等一個人咖啡   | 王伯伯               |      |
| 2017年     | 林北小舞       | 蔡獅伯               |      |

## 主持作品
| 頻道         | 節目                           |
| ------------ | ------------------------------ |
| 台灣電視公司 | 《歡樂大滿檔》（與倪敏然主持） |
| 台灣電視公司 | 《天天開心》                   |
| 台灣電視公司 | 《綜藝兵團》                   |
| 中國電視公司 | 《綜藝我和你》（與龍劭華主持） |
| 中華電視公司 | 《金牌午餐秀》                 |
| 三立台灣台   | 《草地狀元》                   |
| 三立台灣台   | 《台灣囝仔DoReMi》             |
| 三立影視     | 錄影帶《豬哥亮歌廳秀》         |
| 巨登育樂     | 錄影帶《豬哥亮俱樂部》         |
| 三立綜藝台   | 《台灣大廟口》                 |

## 獎項紀錄

### 金曲獎
| 年份   | 金曲獎       | 獎項               | 專輯名稱 | 唱片公司 | 結果 |
| ------ | ------------ | ------------------ | -------- | -------- | ---- |
| 2002年 | 第13屆金曲獎 | 最佳方言男演唱人獎 | 《英雄》 | 豪記唱片 | 提名 |

### 電視金鐘獎
| 年份   | 頒獎         | 獎項                 | 節目               | 結果 |
| ------ | ------------ | -------------------- | ------------------ | ---- |
| 2006年 | 第41屆金鐘獎 | 社區綜藝節目主持人獎 | 《草地狀元》       | 獲獎 |
| 2009年 | 第44屆金鐘獎 | 綜合節目主持人獎     | 《草地狀元》       | 提名 |
| 2010年 | 第45屆金鐘獎 | 行腳節目主持人獎     | 《草地狀元》       | 提名 |
| 2013年 | 第48屆金鐘獎 | 兒童少年節目主持人獎 | 《台灣囝仔DoReMi》 | 提名 |
| 2013年 | 第48屆金鐘獎 | 行腳節目主持人獎     | 《草地狀元》       | 提名 |
| 2016年 | 第51屆金鐘獎 | 行腳節目主持人獎     | 《草地狀元》       | 提名 |

## 外部連結
- 黃西田的Facebook專頁
- 黃西田在互联网电影资料库（IMDb）上的資料（英文）
- 黃西田在香港影庫上的簡介
- 黃西田在豆瓣上的资料（简体中文）
- 黃西田在时光网上的簡介（简体中文）